# Marele Premiu al Principatului Monaco din 2018
Marele Premiu al Principatului Monaco din 2018 (cunoscut oficial ca Formula 1 Grand Prix de Monaco 2018) a fost o cursă auto de Formula 1 ce s-a desfășurat pe 27 mai 2018 în Monte Carlo, Monaco. Cursa a fost cea de a șasea etapă a Campionatului Mondial de Formula 1 din 2018.
Pilotul Ferrari Sebastian Vettel a fost cel care a câștigat cursa anul trecut. Pilotul Mercedes, Lewis Hamilton, s-a aflat pe primul loc în clasamentul general al piloților înaintea cursei, având 17 puncte avans față de Sebastian Vettel. În clasamentul constructorilor, Mercedes a avut 27 de puncte în fața celor de la Ferrari.

## Calificări
Calificările au avut loc pe 26 mai 2018, începând cu ora locală 15:00 CEST (UTC+2), ora 16:00 EEST.
| Poz.                  | Nr. | Pilot             | Constructor               | Timpi calificări | Timpi calificări | Timpi calificări | Grila finală |
| Poz.                  | Nr. | Pilot             | Constructor               | Q1               | Q2               | Q3               | Grila finală |
| --------------------- | --- | ----------------- | ------------------------- | ---------------- | ---------------- | ---------------- | ------------ |
| 1                     | 3   | Daniel Ricciardo  | Red Bull Racing-TAG Heuer | 1:12,013         | 1:11,278         | 1:10,810         | 1            |
| 2                     | 5   | Sebastian Vettel  | Ferrari                   | 1:12,415         | 1:11,518         | 1:11,039         | 2            |
| 3                     | 44  | Lewis Hamilton    | Mercedes                  | 1:12,460         | 1:11,584         | 1:11,232         | 3            |
| 4                     | 7   | Kimi Räikkönen    | Ferrari                   | 1:12,639         | 1:11,391         | 1:11,266         | 4            |
| 5                     | 77  | Valtteri Bottas   | Mercedes                  | 1:12,434         | 1:12,002         | 1:11,441         | 5            |
| 6                     | 31  | Esteban Ocon      | Force India-Mercedes      | 1:13,028         | 1:12,188         | 1:12,061         | 6            |
| 7                     | 14  | Fernando Alonso   | McLaren-Renault           | 1:12,657         | 1:12,269         | 1:12,110         | 7            |
| 8                     | 55  | Carlos Sainz Jr.  | Renault                   | 1:12,950         | 1:12,286         | 1:12,130         | 8            |
| 9                     | 11  | Sergio Pérez      | Force India-Mercedes      | 1:12,848         | 1:12,194         | 1:12,154         | 9            |
| 10                    | 10  | Pierre Gasly      | Scuderia Toro Rosso-Honda | 1:12,941         | 1:12,313         | 1:12,221         | 10           |
| 11                    | 27  | Nico Hülkenberg   | Renault                   | 1:13,065         | 1:12,411         |                  | 11           |
| 12                    | 2   | Stoffel Vandoorne | McLaren-Renault           | 1:12,463         | 1:12,440         |                  | 12           |
| 13                    | 35  | Serghéi Sirótkin  | Williams-Mercedes         | 1:12,706         | 1:12,521         |                  | 13           |
| 14                    | 16  | Charles Leclerc   | Sauber-Ferrari            | 1:12,829         | 1:12,714         |                  | 14           |
| 15                    | 8   | Romain Grosjean   | Haas-Ferrari              | 1:12,930         | 1:12,728         |                  | 18           |
| 16                    | 28  | Brendon Hartley   | Scuderia Toro Rosso-Honda | 1:13,179         |                  |                  | 15           |
| 17                    | 9   | Marcus Ericsson   | Sauber-Ferrari            | 1:13,265         |                  |                  | 16           |
| 18                    | 18  | Lance Stroll      | Williams-Mercedes         | 1:13,323         |                  |                  | 17           |
| 19                    | 20  | Kevin Magnussen   | Haas-Ferrari              | 1:13,393         |                  |                  | 19           |
| Regula 107%: 1:17,053 |     |                   |                           |                  |                  |                  |              |
| —                     | 33  | Max Verstappen    | Red Bull Racing-TAG Heuer | Fără timp        |                  |                  | 20           |
| Sursa:                |     |                   |                           |                  |                  |                  |              |

Note
- ^1 Romain Grosjean a primit o penalizare de 3 locuri pentru provocarea unei coliziuni în runda precedentă.
- ^2 – Max Verstappen nu au obținut un timp în Q1 în limita cerinței de 107% - a concurat prin decizia organizatorilor. El a primit, de asemenea, o penalizare de cinci locuri pentru o schimbare neprogramată a cutiei de viteze.

## Cursa
Cursa a avut loc pe 27 mai 2018, începând cu ora locală 15:00 CEST (UTC+2), ora 16:00 EEST, și a durat 78 de tururi.
| Poz.   | Nr. | Pilot             | Constructor               | Tururi | Timp/Retras     | Grilă | Puncte |
| ------ | --- | ----------------- | ------------------------- | ------ | --------------- | ----- | ------ |
| 1      | 3   | Daniel Ricciardo  | Red Bull Racing-TAG Heuer | 78     | 1:42:54,807     | 1     | 25     |
| 2      | 5   | Sebastian Vettel  | Ferrari                   | 78     | +7,336          | 2     | 18     |
| 3      | 44  | Lewis Hamilton    | Mercedes                  | 78     | +17,013         | 3     | 15     |
| 4      | 7   | Kimi Räikkönen    | Ferrari                   | 78     | +18,127         | 4     | 12     |
| 5      | 77  | Valtteri Bottas   | Mercedes                  | 78     | +18,822         | 5     | 10     |
| 6      | 31  | Esteban Ocon      | Force India-Mercedes      | 78     | +23,667         | 6     | 8      |
| 7      | 10  | Pierre Gasly      | Scuderia Toro Rosso-Honda | 78     | +24,331         | 10    | 6      |
| 8      | 27  | Nico Hülkenberg   | Renault                   | 78     | +24,839         | 11    | 4      |
| 9      | 33  | Max Verstappen    | Red Bull Racing-TAG Heuer | 78     | +25,317         | 20    | 2      |
| 10     | 55  | Carlos Sainz Jr.  | Renault                   | 78     | +1:09,013       | 8     | 1      |
| 11     | 9   | Marcus Ericsson   | Sauber-Ferrari            | 78     | +1:09,864       | 16    |        |
| 12     | 11  | Sergio Pérez      | Force India-Mercedes      | 78     | +1:10,461       | 9     |        |
| 13     | 20  | Kevin Magnussen   | Haas-Ferrari              | 78     | +1:14,823       | 19    |        |
| 14     | 2   | Stoffel Vandoorne | McLaren-Renault           | 77     | +1 tur          | 12    |        |
| 15     | 8   | Romain Grosjean   | Haas-Ferrari              | 77     | +1 tur          | 18    |        |
| 16     | 35  | Serghéi Sirótkin  | Williams-Mercedes         | 77     | +1 tur          | 13    |        |
| 17     | 18  | Lance Stroll      | Williams-Mercedes         | 76     | +2 tururi       | 17    |        |
| 18     | 16  | Charles Leclerc   | Sauber-Ferrari            | 70     | Coliziune       | 14    |        |
| 19     | 28  | Brendon Hartley   | Scuderia Toro Rosso-Honda | 70     | Coliziune       | 15    |        |
| Ab     | 14  | Fernando Alonso   | McLaren-Renault           | 52     | Cutia de viteze | 7     |        |
| Sursa: |     |                   |                           |        |                 |       |        |

Note
- ^1 – Charles Leclerc și Brendon Hartley nu au terminat Marele Premiu, dar au fost clasificați deoarece au parcurs mai mult de 90% din distanța cursei. Deși Hartley a parcurs turul 70 înaintea lui Leclerc, Hartley este clasat în spatele lui Leclerc din cauza unei penalizări de 5 secunde pentru depășirea vitezei pe linia boxelor.

## Clasamentele campionatelor după cursă
|   | Poz. | Pilot            | Puncte |
| - | ---- | ---------------- | ------ |
|   | 1    | Lewis Hamilton   | 110    |
|   | 2    | Sebastian Vettel | 96     |
| 2 | 3    | Daniel Ricciardo | 72     |
| 1 | 4    | Valtteri Bottas  | 68     |
| 1 | 5    | Kimi Räikkönen   | 60     |

|  | Poz. | Constructor               | Puncte |
|  | ---- | ------------------------- | ------ |
|  | 1    | Mercedes                  | 178    |
|  | 2    | Ferrari                   | 156    |
|  | 3    | Red Bull Racing-TAG Heuer | 107    |
|  | 4    | Renault                   | 46     |
|  | 5    | McLaren-Renault           | 40     |